# Robert I de Courtenay
Robert de Courtenay (mort el 1228) fou emperador llatí entre els anys 1221 i 1228.

## Orígens
Era el segon fill de l'emperador Pere II de Courtenay i la seva esposa, Violant de Flandes, germana de Balduí I i Enric de Flandes, el primer i segon emperador llatí. Quan es va conèixer a França que Pere de Courtenay i la seva esposa Violant havien mort, llur fill major, Felip, marqués de Namur, va renunciar a la corona de l'Imperi llatí en favor de son germà Robert.

## Emperador de Constantinoble
Durant el temps en què Robert va trigar a anar a Constantinoble, el govern el va exercir, com a regent, Conon de Béthune.
Coronat emperador el 25 de març de 1221, la primera pèrdua de Robert va ser el Regne de Tessalònica, tret de la seva capital, el 1222 davant Teodor I Àngel-Comnè Ducas de l'Epir. Preocupat per la situació, el papa Honori III va demanar una croada per a la defensa de Tessalònica. L'emperador alemany Frederic II va enviar alguns soldats en 1223 però l'atac de Joan III Vatatzes de Nicea va obligar a retirar aquestes tropes. Teodor va ocupar llavors Adrianòpolis i part de Tràcia. Mentrestant els seus soldats ja s'acostaven a Constantinoble, però va haver d'abandonar en arribar-li la notícia que Guillem VI de Montferrat havia desembarcat a Tessàlia. L'imperi de Robert va patir una altra derrota davant l'imperi de Nicea a la batalla de Pemanè en 1224, i quan es va conèixer la derrota, l'exèrcit imperial llatí que assetjava Serres al Despotat de l'Epir es va retirar en caos en direcció a Constantinoble i va ser derrotat decisivament i a finals de 1224 Teodor va entrar a Tessàlònica. Amenaçat tant per Nicea a Àsia com per l'Epir a Europa, l'emperador llatí va demanar la pau a Joan III Ducas Vatatzes, que es va concloure el 1225 per la que els llatins van abandonar totes les seves possessions asiàtiques excepte la riba oriental del Bòsfor i la ciutat de Nicomèdia amb la regió circumdant.
Robert es va desinteressar del govern i no va treure profit de les rivalitats entre el despotat de l'Epir i l'Imperi de Nicea. Menyspreat pels seus barons i desacreditat per la pèrdua d'Adrianòpolis, Tràcia i Bitínia, es va dedicar als plaers mundans. Va raptar la filla d'un noble de Neuville-en-Artois al seu promès i es va casar amb ella en secret. El nuvi va reunir alguns barons que van irrompre en el palau per tallar-li el nas i els llavis a la jove, sense que Robert fes res per impedir-ho. Temorós per la seva seguretat, es va refugiar a Roma amb el papa Honori III, que li va retreure la conducta i li ordenà que tornés a Constantinoble. Robert va emmalaltir durant la tornada i va morir durant una escala a Morea a finals de gener de 1228.

## Núpcies i descendents
Promès el 1222 amb Eudòxia Làscaris, filla de Teodor I Làscaris, emperador de Nicea, i d'Anna Comnena Angelina. El compromís es va anul·lar per motius de parentesc i d'acord amb les dues parts.